# Ordinatio sacerdotalis
Ordinatio sacerdotalis è una lettera apostolica pubblicata da papa Giovanni Paolo II il 22 maggio 1994 e indirizzata a tutti i vescovi della Chiesa cattolica. Il documento nel titolo  si riferisce all'"ordinazione sacerdotale da riservarsi soltanto agli uomini" e si conclude dicendo che "la Chiesa non ha alcuna autorità per conferire l’ordinazione sacerdotale alle donne". 
Il Sommo Pontefice dichiara che la dottrina dell'ordinazione sacerdotale esclusivamente maschile è "conservata dalla costante e universale Tradizione della Chiesa" ed è "insegnata con fermezza dal Magistero nei documenti più recenti". Il testo termina asserendo che "questa sentenza deve essere tenuta in modo definitivo da tutti i fedeli della Chiesa". Secondo le precisazioni della Congregazione per la Dottrina della Fede, la Ordinatio sacerdotalis appartiene al Magistero ordinario e universale e al deposito della fede.
Alcuni cattolici, già al tempo della promulgazione, contestarono il documento nella sostanza e in relazione all'autorevolezza del contenuto.

## Contenuto
L'Inter insigniores, che nel titolo riporta la dicitura "circa la questione dell'ammissione delle donne al sacerdozio ministeriale", concludeva che la Chiesa non rivendica l'autorità di ammettere le donne all'ordinazione sacerdotale (Inter insigniores n. 100), poiché si tratta di una disposizione divina.
Un altro documento promulgato dalla Congregazione per la Dottrina della Fede nell'ottobre 1976, citando l'Inter insigniores, papa Giovanni Paolo spiega la concezione ufficiale cattolica romana secondo cui il sacerdozio è un ruolo speciale stabilito appositamente da Gesù quando scelse dodici uomini come apostoli all'interno del suo gruppo di discepoli che erano sia maschi che femmine. 
Il Papa prende come fonte le Sacre Scritture e spiega l'elezione degli apostoli: Cristo scelse quelli che voleva (Marco 3,13-14; Giovanni 6,70) e lo fece insieme al Padre "per mezzo dello Spirito Santo" (Atti 1,2) dopo aver passato una notte in preghiera (Luca 6,12). Per questo motivo, la Chiesa ha sempre riconosciuto come norma fissa la procedura seguita dal suo Signore nell'elezione dei dodici uomini che egli aveva posto come pietre di fondazione della sua Chiesa (Apocalisse 21,14), ammettendoli all'Ordine sacro (Lumen gentium, n. 28; decreto Presbyterorum Ordinis, n. 2). Infatti, essi non solo assunsero una funzione che avrebbe potuto essere esercitata da qualsiasi membro della Chiesa, ma divennero particolarmente e profondamente legati alla missione dello stesso Verbo incarnato (Matteo 10,1.7-8; Matteo 28,16-20; Marco 3,13-15; Marco 16,14-15). Gli apostoli fecero lo stesso quando scelsero i i loro successori nel ministero (Atti 1,26). In questa scelta erano inclusi anche coloro che, nel corso della storia della Chiesa, dovevano continuare la missione degli apostoli di rendere presente Cristo, il Signore e Salvatore (Lumen gentium nn. 20 e 21; OS n. 2).
Poiché Cristo è vero Dio e vero uomo (diofisismo), il sacerdote che opera la consacrazione eucaristica in persona Christi deve essere simile al Salvatore anche nella carne, vale a dire che deve avere il genere maschile.
Il Papa ricorda i seguenti motivi della scelta sacerdotale maschile:
- l'esempio di Cristo, che scelse solo uomini come apostoli (argomento tratto dalla Scrittura e dalla Tradizione);
- Cristo non è stato indotto solo da motivazioni sociologiche e culturali del suo tempo, ma ha fatto la sua scelta in maniera del tutto libera e sovrana;
- la Vergine Maria, la più degna di essere ordinata sacerdote, immacolata dal peccato originale e vissuta senza peccato proprio, non è mai stata scelta come sacerdotessa; ciò dimostra la scelta non discriminatoria di Cristo, che non sminuisce il ruolo della donna, ma è espressione di fedeltà al progetto di Dio Padre;
- il sacerdozio non è il carisma più importante che i fedeli dovrebbero desiderare di ricevere, che invece è sempre l'amore;
- la non ammissione delle donne agli ordini sacri non ha solo valore disciplinare, ma non è negoziabile ed è proclamata come sana dottrina dal Magistero della Chiesa in tutti i pronunciamenti ufficiali.

La lettera si conclude con le seguenti parole: 

## Peso magisteriale
La proposizione "deve essere tenuta in modo definitivo da tutti i fedeli della Chiesa” si riferisce al pieno ossequio della fede che viene tributato ai dogmi della Chiesa cattolica. Tuttavia, diversi teologi sostengono che l'Ordinatio sacerdotalis non sia stata promulgata e non appartenga al Magistero straordinario del Papa come lo è una dichiarazione ex cathedra, e quindi non è considerata infallibile di per sé.
Il 28 ottobre 1995 la Congregazione per la Dottrina della Fede pubblicò un responsum a dei dubbi relativi al documento, con l'esplicito assenso del Papa, che replicò:
(Joseph Ratzinger, Tarcisio Bertone, Responsum ad propositum dubium concerning the teaching contained in "Ordinatio sacerdotalis", 28 ottobre 1995)
Ciò le conferisce una dignità superiore a quelle delle altre lettere apostoliche, sebbene non sia pari a quella di un'enciclica. Tuttavia, il motu proprio Ad tuendam fidem afferma:
In quanto tenute definitivamente, appartengono all'infallibilità del Magistero.
In merito al Magistero ordinario e universale, la Lumen gentium (n. 25) afferma che valgono il carisma certo di verità proprio dell'ordine dell'episcopato e il dogma dell'infallibilità della Chiesa
La Società Teologica Cattolica d'America ha emesso un rapporto nel 1997, approvato da 216 su 248 dei suoi membri votanti, in cui si affermava:
(Tradition and the ordination of women)
Nel 1998, la Congregazione per la Dottrina della Fede ha divulgato un altro parere, un Commento dottrinale su Ad tuendam fidem, in cui si afferma che l'insegnamento dell'Ordinatio sacerdotalis non è stato esplicitamente trasmesso come divinamente rivelato, sebbene ciò non sia escluso per il futuro: non è stato chiarito se la dottrina sia "da considerarsi una parte intrinseca della rivelazione o solo una conseguenza logica", ma in entrambi i casi è certamente definitiva e da credere infallibilmente.
Il 30 maggio 2018, in una pubblicazione de L'Osservatore Romano, il prefetto della Congregazione per la Dottrina della Fede Ladaria Ferrer è tornato sulla lettera apostolica. Volendo porre fine alle controversie, ribadisce l'impossibilità di conferire l'ordinazione sacerdotale alle donne, come "una verità che appartiene al deposito della fede", impossibilità che quindi appartiene alla "sostanza del sacramento".
In Germania, nel 2023, diversi vescovi si sono espressi a favore dell'ordinazione sacerdotale delle donne. Il cardinale Pietro Parolin, allora Segretario di Stato vaticano, inviò una lettera alla Conferenza episcopale tedesca, ricordando che l'ordinazione delle donne al sacerdozio non era una questione aperta al dibattito per i cattolici, sempre citando l'Ordinatio sacerdotalis.